# Kreuzjoch, Vorarlberg
Kreuzjoch är en bergstopp i Österrike.   Den ligger i distriktet Bludenz och förbundslandet Vorarlberg, i den västra delen av landet, 500 km väster om huvudstaden Wien. Toppen på Kreuzjoch är 2 398 meter över havet, eller 42 meter över den omgivande terrängen. Bredden vid basen är 0,20 km.
Terrängen runt Kreuzjoch är huvudsakligen bergig. Närmaste större samhälle är Bludenz, 15,5 km nordväst om Kreuzjoch. 
I omgivningarna runt Kreuzjoch växer i huvudsak barrskog. Runt Kreuzjoch är det ganska glesbefolkat, med 47 invånare per kvadratkilometer.